# Taphrocerus albodistinctus
Taphrocerus albodistinctus är en skalbaggsart som beskrevs av Knull 1954. Taphrocerus albodistinctus ingår i släktet Taphrocerus och familjen praktbaggar. Inga underarter finns listade i Catalogue of Life.